# Volframit
Volframit ili volframat željeza i mangana, (Fe,Mn)WO4 je mineralna sirovina ili ruda iz kojeg se uglavnom dobiva metal volfram, uz ostale minerale kao što su šelit (kalcijev volframat (CaWO4), ferberit (FeWO4) i hibnerit (MnWO4). Volframit je u obliku sivog praha, koji se grijanjem pod tlakom na temperaturi ispod tališta, može pretvoriti u kompaktni rastezljivi metal volfram. Volframit se obično nalazi u žilama kvarca ili mineralu pegmatitu, koji je povezan s podzemnim nalazištima granita. Minerali koji su obično povezani s volframitom su: kasiterit, šelit, bizmut, pirit, olovni sjajnik (galenit), sfalerit i arsenopirit.
U povijesti se volframit vadio u Bohemiji (Češka), Saskoj (Njemačka) i Cornwallu (Ujedinjeno Kraljevstvo). Kina je proizvela 51 000 tona volframovog koncentrata u 2009., što je bilo 83% svjetske proizvodnje te godine (61 000 tona). Ostali veći proizvođači volframa su: Rusija (2 500 tona), Kanada (1 964 tone), Bolivija (1 023 tone), Austrija (900 tona), Portugal (900 tona), Tajland (600 tona), Brazil (500 tona), Peru (500 tona) i Ruanda (500 tona). U Demokratskoj Republici Kongo je primijećeno neetičko rudarenje volframa.
Naziv volframit je nastao je od njemačkog prijevoda latinskog naziva volframove rude "lupi spuma" (Wolf + Rahm), što znači "vučja pjena". 

## Morfologija i unutarnja građa
Volframit kristalizira u monoklinskom sustavu. Kristali su česti i veliki (do 20 cm), najčešće pločastoga ili štapićastoga do igličastoga habitusa. Česti su sraslaci, a tvori i zrnaste, zrakaste i lisičaste agregate. Ima heterodezmičnu lančastu rešetku.

#### Nastanak
Volframit je magmatski mineral pegmatitnog, pneumatolitnog i hidrotermalnog postanka.

## Kemijska i fizikalna svojstva
Volframit je je kristali mješanac minerala ferberita i hibnerita, koji tvore neograničeni izomorfni niz pa je kemijski sastav volframita promjenjiv. Od primjesa najčešće sadrži Mg, Ca, Ta, Nb, Sn, Sc i dr. 
Tvrdoća mu je 4 - 4,5. Vrlo se dobro kala plohom bočnog pinakoida i ima neravan lom. Neproziran je, različite boje, koja ovisi o sadržaju Mn i Fe. Smeđ je do crn, ima smeđe crn do crn ogreb te metalan i mastan sjaj.

## Primjena
Oko pola proizvedenog volframa se koristi za dobivanje tvrdih metala, posebno volframovog karbida.

### Tvrdi metal
Tvrdi metal ili tvrda legura se upotrebljava za izradu visokokvalitetnih reznih alata, kod kojih mogu da se primijene velike brzine rezanja i dobije visoka kvaliteta površine koja se obrađuje. Zbog visokih temperatura koje se pri postupcima rezanja razvijaju (> 700 °C), zahtjev u svojstvima se prije svega odnosi na veliku tvrdoću, otpornost na trošenje i stabilnost osobina na povišenim temperaturama (puzanje). Rezni alati izrađeni od tvrdih metala imaju bolja svojstva od alata izrađenih od brzoreznih čelika, posebno bolja svojstva rezanja na povišenim temperaturama. Izrađuju se postupkom sinteriranja (metalurgija praha) kao primjerice tvrde legure na osnovi volframovog karbida, titanijevog karbida, titanijevog nitrida (kompozitni materijal) i postupkom lijevanja kao što su steliti, za brzine do 500 m/min i temperature do 1000 ºC. Zbog načina dobivanja, ali i velike tvrdoće, tvrdi metali ne mogu da se oblikuju plastičnim deformiranjem, niti da se toplinski obrađuju.
Volframov karbid WC dobiven metalurgijom praha (sinteriranje) je prvi prikazao 1927. Friedrich Krupp iz Njemačke, pod nazivom Widia (njem. wie Diamant - u prijevodu poput dijamanta).

### Žarne niti električnih žarulja
Važna je upotreba volframa za žarne niti električnih žarulja i katoda elektronskih cijevi. Žarne niti se proizvode ili iz štapića volframa ciklusima: kovanje - zagrijavanje - hlađenje, dok ne postane rastezljiv metal da se može izvlačiti u tanke niti promjera oko 0,01 mm. Druga metoda je propuštanje niti napravljenih od smjese praha volframa, 1 - 4% ThO2 i veziva kroz peći zagrijane na temperaturu 2200 - 2400 °C. U tom prolazu praškasta smjesa se sinterira, a ThO2 pospješuje proces sinteriranja i kontrolira rast kristalnog zrna, a time i mikrokristalnu morfologiju. Volfram za žarne niti mora imati izdužene mikrokristale. Ovako dobivene volframove niti upotrebljavaju se za proizvodnju žarnih niti u elektronskim i katodnim cijevima, te električnim žaruljama.

### Volfram za legiranje
Iz volframa se izrađuje ferovolfram, legura koja se upotrebljava u metalurgiji za dobivanje čvrstih volframovih čelika, koji se odlikuju izuzetnom antikorozivnošću na visokim temperaturama. Koriste se za izradu oplata visokotemperaturnih peći, električnih grijača i brojnih raketnih elemenata, posebno mlaznica u svemirskoj tehnologiji. Poznati čelici za brzorezne alate, Haselloy i Stellit, legirani su volframom. Volframov karbid (WC), jedna je od najtvrđih tvari i glavnih proizvoda na bazi volframa, a koristi se za izradu brzoreznih alata ili kao nanos na alatima iz tvrdih sinteriranih metala, te za alate koji se upotrebljavaju u naftnoj industriji i rudarstvu - za najkritičnije dijelove (vrhove bušilica i rudarskih drobilica). Karbid ima tvrdoću 9,5 na Mohsovoj ljestvici od 10 (za dijamant) i talište pri 2860°C.
Volfram se legira i s drugim metalima kao što su srebro, bakar i nikal. Ove se legure koriste za električne kontakte, štitove za ionizirajuća zračenja, izradu teških strojnih dijelova (žiroskopskih rotora, zrakoplovnih protuutega i sl.). Legure s kobaltom i kromom također se koriste za izradu reznih alata i raznih ekstruzijskih elemenata.
Tantal se najviše koristi legiran s volframom i niobijem, te nešto manje s hafnijem i molibdenom. Volfram u kristalu tantala stvara čvrstu, malo prednapregnutu otopinu, čime mu povećava čvrstoću (efekt očvršćivanja čvrste otopine), a vrlo malo utječe na antikorozivnost tantala. Ove su legure izuzetno antikorozivne (mogu im parirati jedino stakla), pa se koriste za izradu dijelova u kemijskim postrojenjima koji su izloženi jakim korozivnim sredstvima (najčešće za prevlačenje reakcijskih kotlova). Koriste se u proizvodnji klorovodične kiseline i vodikovog peroksida, za izradu kada za kromiranje, kao dodaci kromovih grijača i čelika ili za proizvodnju samih visokotemperaturnih grijača. Legure na bazi tantala, uz visoku antikorozivnost, vrlo su čvrste pa se koriste i u svemirskoj tehnologiji. Dodaci cirkonija omogućuju zadržavanje visoke čvrstoće i do temperature od 1200 °C, ali cirkonij smanjuje antikorozivna svojstva legure.

### Kinetički penetrator
Legure volframa, nikla i željeza (ili kobalta) se koriste za izradu kinetičkog penetratora. Kinetički penetrator (znan kao KE penetrator) je tip streljiva, koja poput metka ne eksplodira, a za proboj (penetraciju) mete koristi kinetičku energiju. Ovaj naziv može se koristiti za svo streljivo koje koja koristi kinetičku energiju kako bi probilo neko sredstvo ili metu, ali obično se misli na protuoklopna oružja, kao APFSDS (engl. Armor-Piercing Fin-Stabilized Discarding Sabot) ili LRP (engl. Long-Rod Penetrator), a ne na metke.
Obrnuto od KE penetratora je uporaba kemijske energije kao penetratora. U uporabi su dvije vrste takvih projektila: HEAT (engl. High Explosive Anti-Tank) i HESH (engl. High Explosive Squash Head). U prošlosti su ovakvi projektili masovno korišteni za uništavanje tenkova, ali s pojavom dvoslojnog i višeslojnog (Chobhom) oklopa kakve danas koriste suvremeni tenkovi, njihova učinkovitost u probijanju oklopa je postala znatno manja.

### TIG postupak zavarivanja
TIG ili elektrolučno zavarivanje netaljivom elektrodom u zaštiti inertnog plinom (engl. Gas Tungsten Arc Welding – GTAW), je ručni postupak zavarivanja, koji koristi netaljivu volfram elektrodu, inertni ili poluinertni zaštitni plin, i posebno dodatni materijal. Karakteristika ovog postupka je stabilan električni luk i visoko kvalitetan var, ali zahtjeva izuzetne vještine zavarivača i relativno je spor. Iako se može koristiti za skoro sve vrste materijala, najčešće se koristi za zavarivanje nehrđajućih čelika i lakih metala. Često se koristi kod proizvodnje bicikla, zrakoplova i brodova.